# 竹丸貴仁
竹丸 貴仁（たけまる たかひと、1987年9月20日 - ）は、日本のラグビー選手。

## プロフィール
- 大阪府出身[1]。
- ポジションはセンター(CTB)。
- 身長175cm、体重86kg。
- ニックネームはたけ。
- 自分のアピールポイントはポジティブ[2]。

## 略歴
- 2006年 上宮太子高校卒業後、天理大学に入る。
- 2010年 天理大学卒業後、ホンダヒートに加入[3]。
  - 同年9月11日に行われたトップウェストA第1節の中部電力戦にて先発出場で公式戦初出場を果たす[4]。
- 2018年 ホンダヒートを退団した[5]。